# Chiesa dei Santi Nazaro e Celso (Barbariga)
La chiesa dei Santi Nazaro e Celso è un edificio di culto cattolico di Frontignano, frazione del comune italiano di Barbariga, in provincia e diocesi di Brescia. Sede parrocchiale, fa parte della zona pastorale della Bassa Occidentale.

## Storia
Le origini dell'edificio non sono note. Lo storico e presbitero bresciano Paolo Guerrini sostenne che la chiesa di Frontignano fu fondata dai monaci benedettini del monastero di Ognato in seguito alla bonifica delle terre.
Si trova menzionato l'edificio nel Catalogo capitolare delle chiese e dei benefici, compilato nel 1410, dove esso risulta dipendente dalla pieve di Dello, mentre nel Catalogo Queriniano del 1532 risulta fosse sede parrocchiale dotata di fonte battesimale.
Nel 1565 fu visitata dal vescovo di Brescia Domenico Bollani, il quale riporta che la chiesa fosse già consacrata e che fosse dotata di due altari all'interno e di un altare all'esterno dell'edificio. La chiesa era stata costruita in luogo di un altro edificio, già distrutto a quel tempo, dedicato ai santi Nazaro e Celso.
Il 23 ottobre 1594 ricevette la visita del vescovo di Crema Gian Giacomo Diedo, il quale segnala che l'altare maggiore, consacrato, era privo di croce. Egli ordinò di chiudere la cappella di San Rocco, posta fuori dalla chiesa, con un muro, in modo da collocarvi il battistero e allargare di conseguenza l'edificio.
Nel corso del Settecento le navate e l'abside furono decorate, mentre nel corso del XX secolo le decorazioni furono rifatte con tempera e stucco. Sul finire del 1965 il parroco Giovanni Frosio decise l'avvio di lavori sulla chiesa. In questa fase furono sostituiti i banchi e le stazioni della Via Crucis, furono rifatte le superfici interne e, all'inizio del decennio successivo, secondo quanto stabilito dal Concilio Vaticano II, furono rimosse le balaustre e fu modificato l'altare maggiore, privato della mensa eucaristica che fu posta in direzione dell'aula.
Alla fine del 1997 fu consegnato il progetto del restauro dell'altare dedicato a san Francesco da Paola: vennero sostituiti gli stucchi mancanti, furono apposte foglie d'oro su alcune parti dei capitelli, si ritoccò la trabeazione (in finto marmo) e fu rinnovato lo strato pittorico originariamente apposto all'altare.
Nel 2010 lavori riguardarono il sagrato dell'edificio, sul cui lato destro fu aggiunta una rampa, che rese la struttura accessibile ai disabili.

## Descrizione

### Esterno
L'edificio, orientato lungo l'asse est-ovest, presenta una pianta rettangolare, chiusa sul lato orientale dal presbiterio, anch'esso rettangolare, e dall'abside, dal profilo curvilineo. 
La facciata è suddivisa in due registri da una trabeazione spezzata. L'ordine inferiore, che conclude l'aula e le cappelle laterali, è scandito lateralmente da sei lesene doppie tuscaniche, che racchiudono al centro il portale principale di ingresso, decorato da un cornicione in pietra sormontato da un timpano ad andamento curvilineo con decorazioni mistilinee. L'ordine superiore, che chiude solo la parte superiore della navata, presenta al centro un finestrone con arco ribassato e decorato da cornicione ad andamento mistilineo, affiancato da due lesene doppie per lato, raccordate a quelle dell'ordine inferiore dalla trabeazione e da due volute laterali, coronate da piccole guglie mistilinee. La facciata è coronata da un frontone mistilineo, tripartito da lesene e coronato ai lati da guglie mistilinee, analoghe a quelle delle volute, mentre al centro presenta una croce metallica sommitale.
Sui lati dell'edificio si trovano due ingressi laterali (uno per lato) e altre finestre, che permettono l'illuminazione naturale della navata. Sul lato orientale, addossato all'intersezione tra presbiterio ed aula, si erge il campanile a base quadrata, coronato da una guglia a base circolare.

### Interno
L'interno è a navata unica, affiancata da cappelle laterali e chiusa dal presbiterio. Lo spazio interno è scandito da lesene composite, sormontate da un cornicione aggettante, che segna il punto di innesto delle volte che coprono la chiesa. La navata presenta una volta a botte lunettata, mentre il presbiterio presenta una volta a vela.
Sul lato sinistro della navata si trova l'altare dedicato al Santissimo Sacramento, che contiene un affresco raffigurante l'Ultima cena e una scultura raffigurante san Francesco da Paola. Alla sinistra della cappella si trova un quadro raffigurante una Madonna con Bambino ed offerenti, opera del XVI secolo di autore ignoto. Sul lato opposto si trova una cappella, nella quale è posizionato l'altare dedicato alla Madonna del Rosario, che contiene una statua della Vergine, circondata da dipinti raffiguranti i misteri del Rosario.
Alla destra dell'altare della Madonna del Rosario, sopra uno degli ingressi laterali dell'edificio, si trova la cantoria contenente l'organo, realizzato nel 1905 dalla ditta Tamburini di Crema e restaurato nel 1991.
Nell'abside, alle spalle dell'altare maggiore, si trova un affresco, realizzato da Lattanzio Gambara, che raffigura una Deposizione dalla Croce. 